# Krems in Kärnten
Krems in Kärnten osztrák község Karintia Spittal an der Drau-i járásában. 2016 januárjában 1716 lakosa volt. 

## Elhelyezkedése

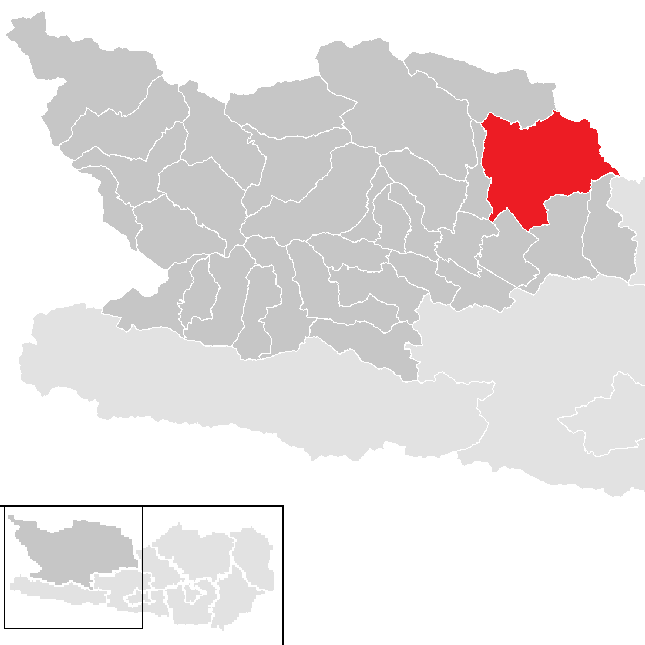
Krems in Kärnten a Spittali járásban

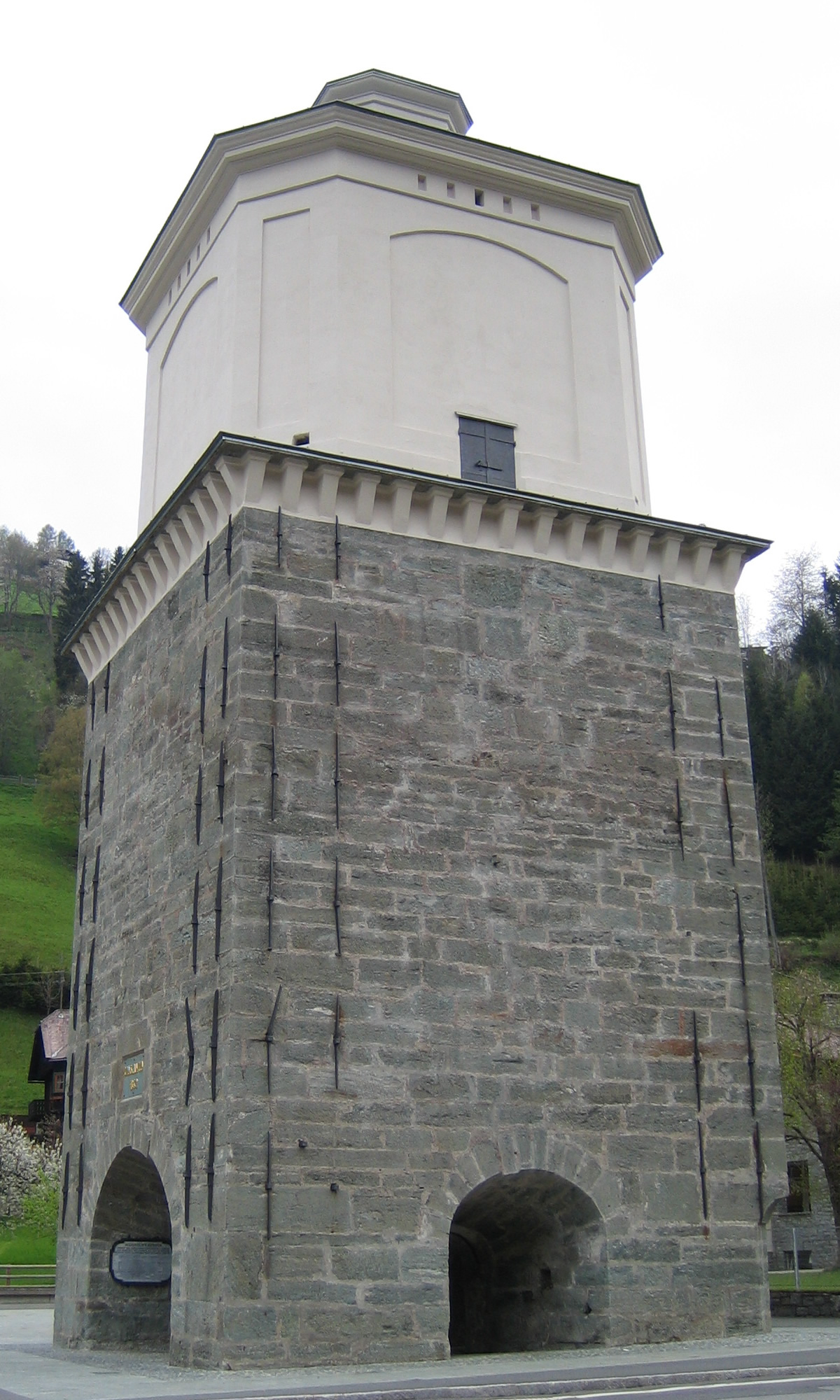
A Konstantin-kohó

Krems Karintia északi részén fekszik, közvetlenül határos Stájerországgal és Salzburg tartománnyal is. 207 km²-ével a negyedik legnagyobb területű karintiai önkormányzat; kiterjed a Katsch- és Lieser-völgyekre, valamint hozzá tartozik a Nockberge bioszférapark egy része. Az önkormányzat 7 katasztrális községben 33 falut és településrészt fog össze, amelyek lakossága 335 (Eisentratten) és 0 (Winkl) között változik.
A környező települések: délre Bad Kleinkirchheim, Radenthein, Millstatt am See, délnyugatra Seeboden am Millstätter See, nyugatra Gmünd in Kärnten, északnyugatra Rennweg am Katschberg, északkeletre Thomatal (Salzburg), keletre Stadl-Predlitz (Stájerország).

## Története
1197-ben említés történik a salzburgi érsek birtokában lévő Rauchenkatsch várról Kremsbrückétől északra, de azt már 1201-ben romba döntötte egy földrengés. Az önkormányzat legrégebbi temploma az 1351-ben már említett Sankt Nikolai-beli Szt. Miklós-templom.
Innerkremsben a 14. század vége óta bányásztak vasércet, ennek bizonyítéka az 1399-ben V. Gregor érsek által kiadott bányászati jog. 1400 körül Eisentrattenben is működött egy vashámor. 1566-ban egy Jakob Türgg nevű polgár már nagyolvasztó kohót is üzemeltetett. A vasipar addig működött, amíg 1883-ban fel nem hagytak az ércbányászattal. Az 1861-ben épült 10 méter magas kohó ma ipartörténeti műemlék és szerepel a község címerében.  
Kremsbrücke 1872-ben vált önállóvá Gmündtől. Belőle 1902-ben Eisentratten vált ki, amelyet 1958-ban kiegészítettek a megszüntetett Puchreit község egyes részeivel. A mai önkormányzat 1973-ban jött létre Kremsbrücke és Eisentratten egyesítésével.
1981-ben, többéves építkezés után a Reichenauba vezető Nockalmstraße díjköteles útszakaszként megnyitották.

## Lakosság
A kremsi önkormányzat területén 2016 januárjában 1716 fő élt, ami jelentős visszaesést jelent a 2001-es 2157 lakoshoz képest. Akkor a helybeliek 96,7%-a volt osztrák, 1,5% pedig német állampolgár. 68,2%-uk katolikusnak, 28,5% evangélikusnak, 1,8% felekezeten kívülinek vallotta magát.

## Látnivalók
- a 19. századi kohó Eisentrattenben
- Sankt Nikolai temploma
- az eisentratteni evangélikus templom
- a Nockberge bioszférapark

## Fordítás
- Ez a szócikk részben vagy egészben  a   Krems in Kärnten című német Wikipédia-szócikk ezen változatának fordításán alapul.  Az eredeti cikk szerkesztőit annak laptörténete sorolja fel. Ez a jelzés csupán a megfogalmazás eredetét és a szerzői jogokat jelzi, nem szolgál a cikkben szereplő információk forrásmegjelöléseként.